# Rialto

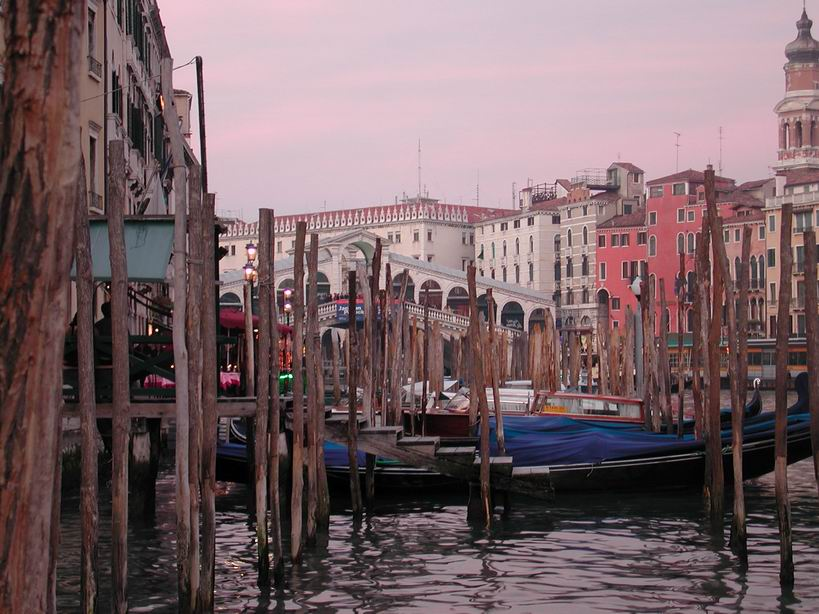
Rialto.

Rialto es una zona en el sestiere veneciano de San Polo (Italia), conocido por sus mercados y el puente de Rialto.
La zona se estableció en el siglo IX, cuando una pequeña zona en medio de las islas Realtinas a cada lado del río Businiacus fue conocida como el Rivoaltus, la «ribera alta». Pronto, el Businiacus fue conocido como el Gran Canal, y el distrito se convirtió en Rialto, refiriéndose sólo a la zona de la orilla izquierda.
Rialto se convirtió en un distrito importante en 1097, cuando se trasladó aquí el principal mercado de Venecia, y en el siglo siguiente, un puente de barcas se estableció cruzando el Gran Canal proporcionando acceso a él. Esto fue pronto reemplazado por el puente de Rialto.

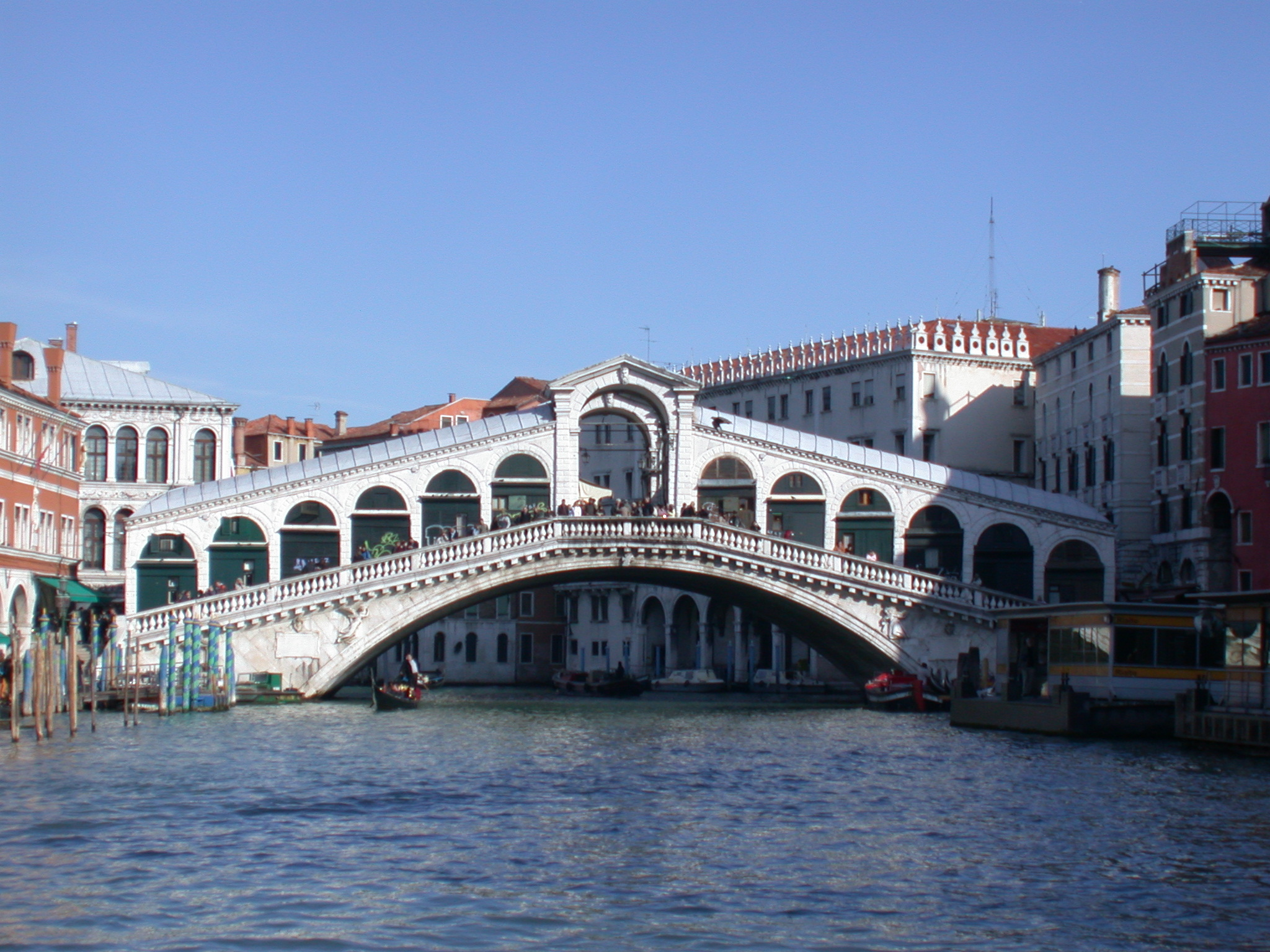
El puente de Rialto, famoso por su belleza.

El mercado creció, tanto como un mercado de venta al detalle como mayorista. Se construyeron almacenes, incluido el famoso Fondaco dei Tedeschi al otro lado del puente. Mientras tanto, aparecieron las tiendas que vendían objetos de lujo, los bancos y las compañías aseguradoras y las oficinas de impuestos de la ciudad se ubicaron en la zona. El matadero municipal también estaba en el Rialto.
La mayor parte de los edificios en el Rialto quedaron destruidos por un incendio en 1514, siendo el único superviviente la iglesia de San Giacomo de Rialto, mientras que el resto de la zona se fue reconstruyendo gradualmente. Las Fabriche Vecchie datan de este periodo, mientras que las Fabbriche Nuove son sólo un poco más recientes, remontándose al año 1553. La estatua llamada Il Gobbo di Rialto («El jorobado de Rialto») también se esculpió en el siglo XVI.
La zona aún sigue siendo un barrio de comercio minorista muy ocupado, con el Erberia (mercado de fruta y verdura fresca que se celebra todos los días) y el Pescheria (mercado de pescado).
El Rialto también se menciona en obras literarias, apareciendo en particular en El mercader de Venecia (Acto I, Escena III).

## Galería de imágenes

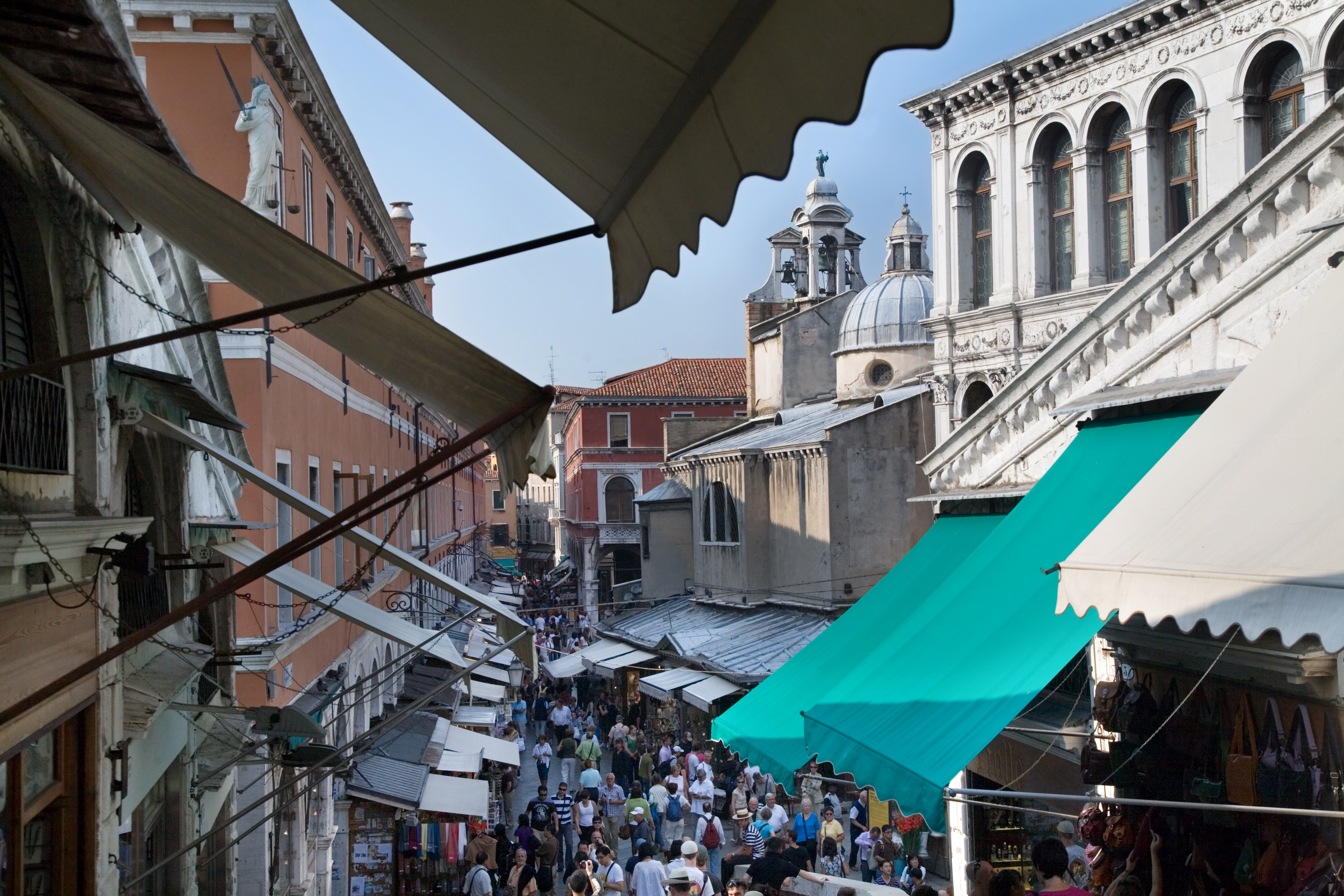
Comercios de la zona.
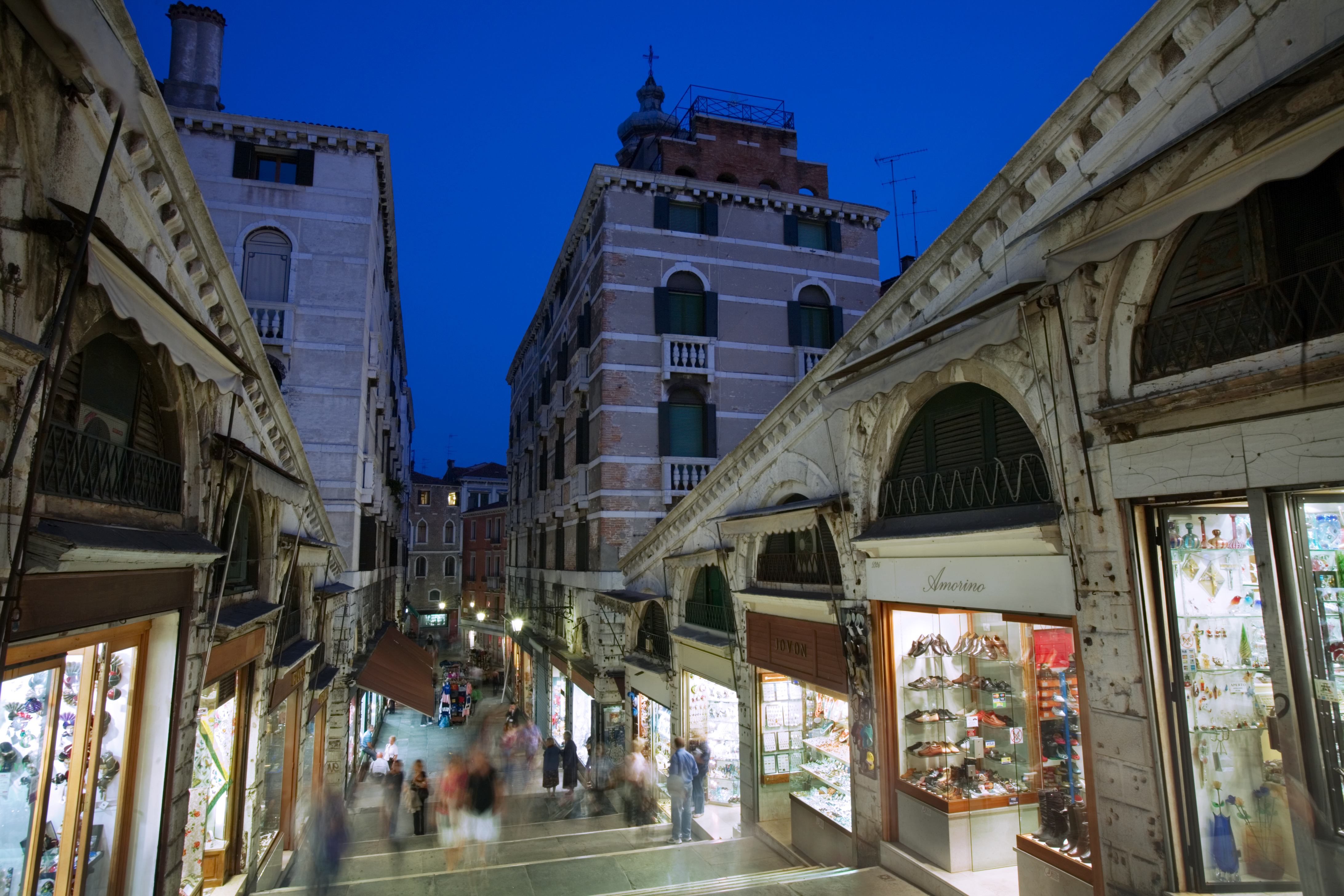
Comercios de la zona.
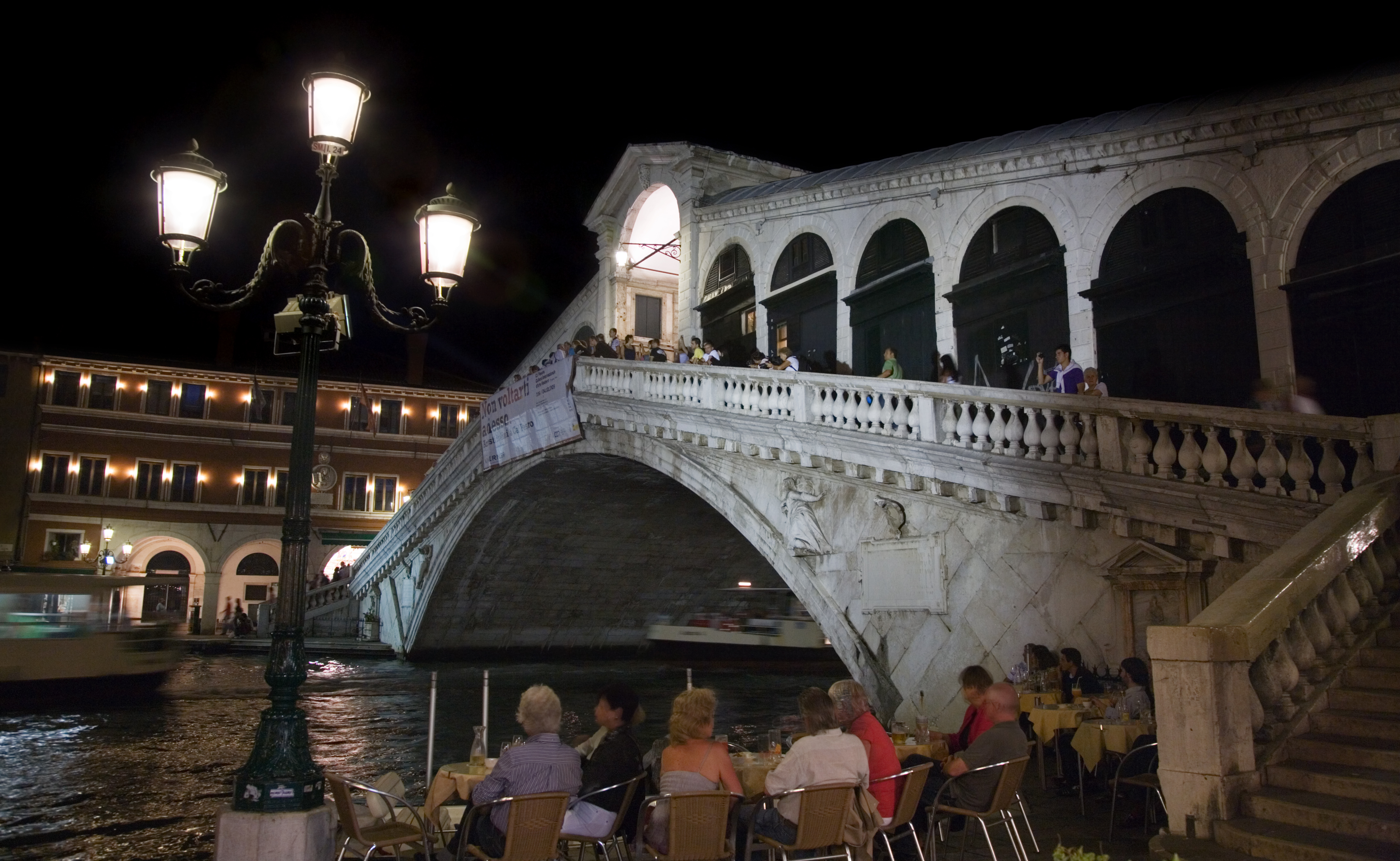
Puente de Rialto.